# Cinquième district congressionnel du Maryland
Le 5e district congressionnel du Maryland comprend la totalité des comtés de Charles, St. Mary's et Calvert, ainsi que des parties des comtés de Prince George et d'Anne Arundel. Le district est actuellement représenté par le Démocrate Steny Hoyer, qui de 2007 à 2011 et de 2019 à 2023 a été le chef de la majorité à la Chambre.
Lorsqu'il a été défini en 1788, le 5e district congressionnel était centré sur Salisbury, Maryland. Il se composait des comtés actuels du Maryland de Caroline, Dorchester, Wicomico, Somerset et Worcester. En 1792, les limites des districts congressionnel du Maryland ont été redessinées et le 5e district a été créé pour inclure Baltimore et le Comté de Baltimore.
Ce district est Démocrate sûr et est resté aux mains des démocrates sans interruption depuis le départ à la retraite de Lawrence Hogan (père du futur Gouverneur du Maryland Larry Hogan) en 1975. Il a été remplacé par Gladys Spellman, qui a servi de 1975 jusqu'à ce que le siège soit déclaré vacant par la Chambre en raison de sa chute dans le coma en 1980. Hoyer a remporté une élection spéciale cette année-là pour terminer son mandat et occupe le siège depuis,.

## Géographie
| #  | Comté           | Siège            | Population |
| -- | --------------- | ---------------- | ---------- |
| 1  | Anne Arundel    | Annapolis        | 594 582    |
| 9  | Calvert         | Prince Frederick | 94 728     |
| 17 | Charles         | La Plata         | 171 973    |
| 33 | Prince George's | Upper Marlboro   | 947 430    |
| 37 | St. Mary's      | Leonardtown      | 115 281    |

### Villes de 10 000 habitants ou plus
- Waldorf - 81 410
- Bowie - 58 329
- Odenton - 42 947
- Clinton - 38 760
- Crofton - 29 641
- Camp Springs - 22 734
- Maryland City - 19 153
- Bennsville - 15 288
- Glenn Dale - 14 698
- Lake Arbor - 14 541
- Kettering - 14 424
- Accokeek - 13 927
- Lexington Park - 13 318
- Brock Hall - 13 181
- California - 12 947
- Forestville - 12 831
- Westphalia - 11 770
- Largo - 11 605
- Rosaryville - 11,5548
- Mitchellville - 11 136
- Brandywine - 10 550
- Jessup - 10,535
- Chesapeake Ranch Estates - 10,308
- La Plata - 10 159

### Villes de 2 500 à 10 000 habitants
- Marlton - 9 802
- Edgewater - 9 446
- Fort Meade - 9 324
- Marlboro Village - 9 221
- Mayo - 8 832
- Bryans Road - 8 650
- Fairwood - 7 983
- Wildewood - 7 821
- Chesapeake Beach - 6 356
- Shady Side - 5 806
- Deale - 4 943
- Leonardtown - 4 563
- Woodmore - 4 513
- Riva - 4 257
- Melwood - 3 977
- Indian Head - 3 894
- Marlboro Meadows - 3 655
- Golden Beach - 3 651
- Huntingtown - 3 545
- Brown Station - 3 298
- Prince Frederick - 3 226
- Croom - 2 720

## Historique de vote
| Année | Poste     | Résultats               |
| ----- | --------- | ----------------------- |
| 2000  | Président | Gore 57,0 % – 41,0 %    |
| 2004  | Président | Kerry 57,0 % – 42,0 %   |
| 2008  | Président | Obama 65,0 % – 33,0 %   |
| 2012  | Président | Obama 66,0 % – 32,0 %   |
| 2016  | Président | Clinton 63,0 % – 32,0 % |
| 2020  | Président | Biden 69,0 % – 30,0 %   |

## Liste des Représentants du district

### 1789 - 1803: Siège Unique
| Membre                          | Années                    | Congrès | Parti                 | Histoire électorale |
| ------------------------------- | ------------------------- | ------- | --------------------- | --- |
| District établit le 4 mars 1789 |                           |         |                       | |
| George Gale (en)                | 4 mars 1789 - 3 mars 1791 | 1er     | Pro Administration    | Élu en 1789. Perds sa réélection.                                                                                                 |
| William Vans Murray (en)        | 4 mars 1791 - 3 mars 1793 | 2e      | Pro Administration    | Élu en 1790. Redécoupage vers le 8e district.                                                                                     |
| Samuel Smith                    | 4 mars 1793 - 3 mars 1803 | 3e - 7e | Républicain-Démocrate | Élu en 1792. Réélu en 1794. Réélu en 1796. Réélu en 1798. Réélu en 1801. Retrait pour se présenter comme Sénateur des États-Unis. |

### 1803 - 1833: Deux Sièges
| Congrès | Années                            | Siège A                     | Siège A               | Siège A |                          | Siège B               | Siège B | Siège B |
| Congrès | Années                            | Membre                      | Parti                 | Histoire électorale | Membre                   | Parti                 | Histoire électorale                                                                                          |         |
| ------- | --------------------------------- | --------------------------- | --------------------- | --- | ------------------------ | --------------------- | --- | ------- |
| 8e      | 4 mars 1803 - 3 mars 1805         | Nicholas R. Moore (en)      | Républicain-Démocrate | Élu en 1803. Réélu en 1804. Réélu en 1806. Réélu en 1808. Perds sa réélection.                                                                                 | William McCreery (en)    | Républicain-Démocrate | Élu en 1803. Réélu en 1804. Réélu en 1806. Retrait.                                                          |         |
| 9e      | 4 mars 1805 - 3 mars 1807         | Nicholas R. Moore (en)      | Républicain-Démocrate | Élu en 1803. Réélu en 1804. Réélu en 1806. Réélu en 1808. Perds sa réélection.                                                                                 | William McCreery (en)    | Républicain-Démocrate | Élu en 1803. Réélu en 1804. Réélu en 1806. Retrait.                                                          |         |
| 10e     | 4 mars 1807 - 3 mars 1809         | Nicholas R. Moore (en)      | Républicain-Démocrate | Élu en 1803. Réélu en 1804. Réélu en 1806. Réélu en 1808. Perds sa réélection.                                                                                 | William McCreery (en)    | Républicain-Démocrate | Élu en 1803. Réélu en 1804. Réélu en 1806. Retrait.                                                          |         |
| 11e     | 4 mars 1809 - 3 mars 1811         | Nicholas R. Moore (en)      | Républicain-Démocrate | Élu en 1803. Réélu en 1804. Réélu en 1806. Réélu en 1808. Perds sa réélection.                                                                                 | Alexander McKim (en)     | Républicain-Démocrate | Élu en 1808. Réélu en 1810. Réélu en 1812. Retrait.                                                          |         |
| 12e     | 4 mars 1811 - 3 mars 1813         | Peter Little (en)           | Républicain-Démocrate | Élu en 1810. Perds sa réélection. | Alexander McKim (en)     | Républicain-Démocrate | Élu en 1808. Réélu en 1810. Réélu en 1812. Retrait.                                                          |         |
| 13e     | 4 mars 1813 - 3 mars 1815         | Nicholas R. Moore (en)      | Républicain-Démocrate | Élu en 1812. Réélu en 1814. Démissionne | Alexander McKim (en)     | Républicain-Démocrate | Élu en 1808. Réélu en 1810. Réélu en 1812. Retrait.                                                          |         |
| 14e     | 4 mars 1815 - 1815                | Nicholas R. Moore (en)      | Républicain-Démocrate | Élu en 1812. Réélu en 1814. Démissionne | William Pinkney          | Républicain-Démocrate | Élu en 1814. Démissionne pour devenir Ministre Plénipotentiaire des États-Unis en Russie.                    |         |
| 14e     | 1815 - 4 février 1816             | Vacant                      | Vacant                | Vacant | William Pinkney          | Républicain-Démocrate | Élu en 1814. Démissionne pour devenir Ministre Plénipotentiaire des États-Unis en Russie.                    |         |
| 14e     | 4 février 1816 - 18 avril 1816    | Samuel Smith                | Républicain-Démocrate | Élu en 1816 pour terminer le mandat de Moore. Réélu en 1816. Réélu en 1818. Réélu en 1820. Réélu en 1822, mais démissionne lorsqu'élu Sénateur des États-Unis. | William Pinkney          | Républicain-Démocrate | Élu en 1814. Démissionne pour devenir Ministre Plénipotentiaire des États-Unis en Russie.                    |         |
| 14e     | 18 avril 1816 - 2 décembre 1816   | Samuel Smith                | Républicain-Démocrate | Élu en 1816 pour terminer le mandat de Moore. Réélu en 1816. Réélu en 1818. Réélu en 1820. Réélu en 1822, mais démissionne lorsqu'élu Sénateur des États-Unis. | Vacant                   | Vacant                | Vacant |         |
| 14e     | 2 décembre 1816 - 3 mars 1817     | Samuel Smith                | Républicain-Démocrate | Élu en 1816 pour terminer le mandat de Moore. Réélu en 1816. Réélu en 1818. Réélu en 1820. Réélu en 1822, mais démissionne lorsqu'élu Sénateur des États-Unis. | Peter Little (en)        | Républicain-Démocrate | Élu en 1816. Réélu en 1818. Réélu en 1820. Réélu en 1822. Réélu en 1824. Réélu en 1826. Perds sa réélection. |         |
| 15e     | 4 mars 1817 - 3 mars 1819         | Samuel Smith                | Républicain-Démocrate | Élu en 1816 pour terminer le mandat de Moore. Réélu en 1816. Réélu en 1818. Réélu en 1820. Réélu en 1822, mais démissionne lorsqu'élu Sénateur des États-Unis. | Peter Little (en)        | Républicain-Démocrate | Élu en 1816. Réélu en 1818. Réélu en 1820. Réélu en 1822. Réélu en 1824. Réélu en 1826. Perds sa réélection. |         |
| 16e     | 4 mars 1819 - 3 mars 1821         | Samuel Smith                | Républicain-Démocrate | Élu en 1816 pour terminer le mandat de Moore. Réélu en 1816. Réélu en 1818. Réélu en 1820. Réélu en 1822, mais démissionne lorsqu'élu Sénateur des États-Unis. | Peter Little (en)        | Républicain-Démocrate | Élu en 1816. Réélu en 1818. Réélu en 1820. Réélu en 1822. Réélu en 1824. Réélu en 1826. Perds sa réélection. |         |
| 17e     | 4 mars 1821 - 17 décembre 1822    | Samuel Smith                | Républicain-Démocrate | Élu en 1816 pour terminer le mandat de Moore. Réélu en 1816. Réélu en 1818. Réélu en 1820. Réélu en 1822, mais démissionne lorsqu'élu Sénateur des États-Unis. | Peter Little (en)        | Républicain-Démocrate | Élu en 1816. Réélu en 1818. Réélu en 1820. Réélu en 1822. Réélu en 1824. Réélu en 1826. Perds sa réélection. |         |
| 17e     | 17 décembre 1822 - 4 janvier 1823 | Vacant                      | Vacant                | Vacant | Peter Little (en)        | Républicain-Démocrate | Élu en 1816. Réélu en 1818. Réélu en 1820. Réélu en 1822. Réélu en 1824. Réélu en 1826. Perds sa réélection. |         |
| 17e     | 4 janvier 1823 - 3 mars 1823      | Isaac McKim (en)            | Républicain-Démocrate | Élu en 1823. Perds sa réélection. | Peter Little (en)        | Républicain-Démocrate | Élu en 1816. Réélu en 1818. Réélu en 1820. Réélu en 1822. Réélu en 1824. Réélu en 1826. Perds sa réélection. |         |
| 18e     | 4 mars 1823 - 3 mars 1825         | Isaac McKim (en)            | Républicain-Démocrate | Élu en 1823. Perds sa réélection. | Peter Little (en)        | Républicain-Démocrate | Élu en 1816. Réélu en 1818. Réélu en 1820. Réélu en 1822. Réélu en 1824. Réélu en 1826. Perds sa réélection. |         |
| 19e     | 4 mars 1825 - 3 mars 1827         | John Barney (en)            | Anti-Jacksonien       | Élu en 1824. Réélu en 1826. Perds sa réélection. | Peter Little (en)        | Anti-Jacksonien       | Élu en 1816. Réélu en 1818. Réélu en 1820. Réélu en 1822. Réélu en 1824. Réélu en 1826. Perds sa réélection. |         |
| 20e     | 4 mars 1827 - 3 mars 1829         | John Barney (en)            | Anti-Jacksonien       | Élu en 1824. Réélu en 1826. Perds sa réélection. | Peter Little (en)        | Anti-Jacksonien       | Élu en 1816. Réélu en 1818. Réélu en 1820. Réélu en 1822. Réélu en 1824. Réélu en 1826. Perds sa réélection. |         |
| 21e     | 4 mars 1829 - 3 mars 1931         | Elias Brown (en)            | Jacksonien (en)       | Élu en 1829. Perds sa réélection. | William Vans Murray (en) | Jacksonien (en)       | Élu en 1829. Réélu en 1831.                                                                                  |         |
| 22e     | 4 mars 1831 - 3 mars 1833         | John T. H. Worthington (en) | Jacksonien (en)       | Élu en 1831. | William Vans Murray (en) | Jacksonien (en)       | Élu en 1829. Réélu en 1831.                                                                                  |         |

### 1833 - Présent: Siège Unique
| Membre                    | Parti           | Années                             | Congrès    | Histoire électorale | Zone géographique |
| ------------------------- | --------------- | ---------------------------------- | ---------- | --- | ----------------- |
| Isaac McKim (en)          | Jacksonien (en) | 4 mars 1833 - 3 mars 1835          | 23e        | Élu en 1833. Redécoupage vers le 4e district. |                   |
| George C. Washington (en) | Anti-Jacksonien | 4 mars 1835 - 3 mars 1837          | 24e        | Élu en 1835. |                   |
| William C. Johnson (en)   | Whig            | 4 mars 1837 - 3 mars 1843          | 25e - 27e  | Élu en 1837. Réélu en 1839. Réélu en 1841. |                   |
| Jacob A. Preston (en)     | Whig            | 4 mars 1843 - 3 mars 1845          | 28e        | Élu en 1844. |                   |
| Albert Constable (en)     | Démocrate       | 4 mars 1845 - 3 mars 1847          | 29e        | Élu en 1845. |                   |
| Alexander Evans (en)      | Whig            | 3 mars 1847 - 3 mars 1853          | 30e - 32e  | Élu en 1847. Réélu en 1849. Réélu en 1851. |                   |
| Henry May (en)            | Démocrate       | 4 mars 1853 - 3 mars 1855          | 33e        | Élu en 1853. |                   |
| Henry W. Hoffman (en)     | Know Nothing    | 4 mars 1855 - 3 mars 1857          | 34e        | Élu en 1855. |                   |
| Jacob M. Kunkel (en)      | Démocrate       | 4 mars 1857 - 3 mars 1861          | 35e , 36e  | Élu en 1857. Réélu en 1859. |                   |
| Francis Thomas (en)       | Unioniste       | 4 mars 1861 - 3 mars 1863          | 37e        | Élu en 1861. Redécoupage vers le 4e district. |                   |
| Benjamin G. Harris (en)   | Démocrate       | 4 mars 1863 - 3 mars 1867          | 38e , 39e  | Élu en 1863. Réélu en 1864. |                   |
| Frederick Stone (en)      | Démocrate       | 4 mars 1867 - 3 mars 1871          | 40e , 41e  | Élu en 1866. Réélu en 1868. |                   |
| William M. Merrick (en)   | Démocrate       | 4 mars 1871 - 3 mars 1873          | 42e        | Élu en 1870. |                   |
| William J. Albert (en)    | Républicain     | 4 mars 1873 - 3 mars 1875          | 43e        | Élu en 1872. |                   |
| Eli J. Henkle (en)        | Démocrate       | 4 mars 1875 - 3 mars 1881          | 44e - 46e  | Élu en 1874. Réélu en 1876. Réélu en 1878. |                   |
| Andrew G. Chapman (en)    | Démocrate       | 4 mars 1881 - 3 mars 1883          | 47e        | Élu en 1880. |                   |
| Hart Benton Holton (en)   | Républicain     | 4 mars 1883 - 3 mars 1885          | 48e        | Élu en 1882. |                   |
| Barnes Compton (en)       | Démocrate       | 4 mars 1885 - 20 mars 1890         | 49e - 51e  | Élu en 1884. Réélu en 1886. Perds la contestation de son élection. |                   |
| Sydney E. Mudd I (en)     | Républicain     | 20 mars 1890 - 3 mars 1891         | 51e        | Remporte la contestation de son élection. |                   |
| Barnes Compton (en)       | Démocrate       | 4 mars 1891 - 15 mai 1894          | 52e , 53e  | Élu en 1890. Réélu en 1892. Démissionne. |                   |
| Vacant                    | Vacant          | 15 mai 1894 - 6 novembre 1894      | 53e        | |                   |
| Charles E. Coffin (en)    | Républicain     | 6 novembre 1894 - 3 mars 1897      | 53e , 54e  | Élu pour terminer le mandat de Compton. |                   |
| Sydney E. Mudd I (en)     | Républicain     | 4 mars 1897 - 3 mars 1911          | 55e - 61e  | Élu en 1896. Réélu en 1898. Réélu en 1900. Réélu en 1902. Réélu en 1904. Réélu en 1906. Réélu en 1908. |                   |
| Thomas Parran Sr. (en)    | Républicain     | 4 mars 1911 - 3 mars 1913          | 62e        | Élu en 1910. |                   |
| Frank O. Smith (en)       | Démocrate       | 4 mars 1913 - 3 mars 1915          | 63e        | Élu en 1912. |                   |
| Sydney E. Mudd II (en)    | Républicain     | 4 mars 1915 - 11 octobre 1924      | 64e - 68e  | Élu en 1914. Réélu en 1916. Réélu en 1918. Réélu en 1920. Réélu en 1922. Décès. |                   |
| Vacant                    | Vacant          | 11 octobre 1924 - 4 novembre 1924  | 68e        | |                   |
| Stephen W. Gambrill (en)  | Démocrate       | 4 novembre 1924 - 19 décembre 1938 | 68e - 75e  | Élu pour terminer le mandat de Mudd. Réélu en 1924. Réélu en 1926. Réélu en 1928. Réélu en 1930. Réélu en 1932. Réélu en 1934. Réélu en 1936. Réélu en 1938. Décès. |                   |
| Vacant                    | Vacant          | 19 décembre 1938 - 3 février 1939  | 75e , 76e  | |                   |
| Lansdale Sasscer (en)     | Démocrate       | 3 février 1939 - 3 janvier 1953    | 76e - 82e  | Élu pour terminer le mandat de Gambrill. Réélu en 1940. Réélu en 1942. Réélu en 1944. Réélu en 1946. Réélu en 1948. Réélu en 1950. |                   |
| Frank Small Jr. (en)      | Républicain     | 3 janvier 1953 - 3 janvier 1955    | 83e        | Élu en 1952. |                   |
| Richard E. Lankford (en)  | Démocrate       | 3 janvier 1955 - 3 janvier 1965    | 84e - 88e  | Élu en 1954. Réélu en 1956. Réélu en 1958. Réélu en 1960. Réélu en 1962. |                   |
| Hervey G. Machen (en)     | Démocrate       | 3 janvier 1965 - 3 janvier 1969    | 89e , 90e  | Élu en 1964. Réélu en 1966. |                   |
| Lawrence Hogan (en)       | Républicain     | 3 janvier 1969 - 3 janvier 1975    | 91e - 93e  | Élu en 1968. Réélu en 1970. Réélu en 1972. Retrait pour se présenter comme Gouverneur. |                   |
| Gladys Spellman (en)      | Démocrate       | 3 janvier 1975 - 24 février 1981   | 94e - 97e  | Élue en 1974. Réélue en 1976. Réélue en 1978. Réélue en 1980. Siège déclaré vacant pour raisons de santé. |                   |
| Vacant                    | Vacant          | 24 février 1981 - 19 mai 1981      | 97e        | |                   |
| Steny Hoyer               | Democratic      | 19 mai 1981 - Présent              | 97e - 118e | Élu pour terminer le mandat de Spellman. Réélu en 1982. Réélu en 1984. Réélu en 1986. Réélu en 1988. Réélu en 1990. Réélu en 1992. Réélu en 1994. Réélu en 1996. Réélu en 1998. Réélu en 2000. Réélu en 2002. Réélu en 2004. Réélu en 2006. Réélu en 2008. Réélu en 2010. Réélu en 2012. Réélu en 2014. Réélu en 2016. Réélu en 2018. Réélu en 2020. Réélu en 2022. |                   |
| Steny Hoyer               | Democratic      | 19 mai 1981 - Présent              | 97e - 118e | Élu pour terminer le mandat de Spellman. Réélu en 1982. Réélu en 1984. Réélu en 1986. Réélu en 1988. Réélu en 1990. Réélu en 1992. Réélu en 1994. Réélu en 1996. Réélu en 1998. Réélu en 2000. Réélu en 2002. Réélu en 2004. Réélu en 2006. Réélu en 2008. Réélu en 2010. Réélu en 2012. Réélu en 2014. Réélu en 2016. Réélu en 2018. Réélu en 2020. Réélu en 2022. | 1983–1993         |
| Steny Hoyer               | Democratic      | 19 mai 1981 - Présent              | 97e - 118e | Élu pour terminer le mandat de Spellman. Réélu en 1982. Réélu en 1984. Réélu en 1986. Réélu en 1988. Réélu en 1990. Réélu en 1992. Réélu en 1994. Réélu en 1996. Réélu en 1998. Réélu en 2000. Réélu en 2002. Réélu en 2004. Réélu en 2006. Réélu en 2008. Réélu en 2010. Réélu en 2012. Réélu en 2014. Réélu en 2016. Réélu en 2018. Réélu en 2020. Réélu en 2022. | 1993–2003         |
| Steny Hoyer               | Democratic      | 19 mai 1981 - Présent              | 97e - 118e | Élu pour terminer le mandat de Spellman. Réélu en 1982. Réélu en 1984. Réélu en 1986. Réélu en 1988. Réélu en 1990. Réélu en 1992. Réélu en 1994. Réélu en 1996. Réélu en 1998. Réélu en 2000. Réélu en 2002. Réélu en 2004. Réélu en 2006. Réélu en 2008. Réélu en 2010. Réélu en 2012. Réélu en 2014. Réélu en 2016. Réélu en 2018. Réélu en 2020. Réélu en 2022. | 2003–2013         |
| Steny Hoyer               | Democratic      | 19 mai 1981 - Présent              | 97e - 118e | Élu pour terminer le mandat de Spellman. Réélu en 1982. Réélu en 1984. Réélu en 1986. Réélu en 1988. Réélu en 1990. Réélu en 1992. Réélu en 1994. Réélu en 1996. Réélu en 1998. Réélu en 2000. Réélu en 2002. Réélu en 2004. Réélu en 2006. Réélu en 2008. Réélu en 2010. Réélu en 2012. Réélu en 2014. Réélu en 2016. Réélu en 2018. Réélu en 2020. Réélu en 2022. | 2013–2023         |
| Steny Hoyer               | Democratic      | 19 mai 1981 - Présent              | 97e - 118e | Élu pour terminer le mandat de Spellman. Réélu en 1982. Réélu en 1984. Réélu en 1986. Réélu en 1988. Réélu en 1990. Réélu en 1992. Réélu en 1994. Réélu en 1996. Réélu en 1998. Réélu en 2000. Réélu en 2002. Réélu en 2004. Réélu en 2006. Réélu en 2008. Réélu en 2010. Réélu en 2012. Réélu en 2014. Réélu en 2016. Réélu en 2018. Réélu en 2020. Réélu en 2022. | 2023–Présent      |

## Résultats des récentes élections
Voici les résultats des dix précédents cycles électoraux dans le district.

### 2004
| Élection de 2004 du 5e district congressionnel du Maryland | Élection de 2004 du 5e district congressionnel du Maryland | Élection de 2004 du 5e district congressionnel du Maryland | Élection de 2004 du 5e district congressionnel du Maryland | Élection de 2004 du 5e district congressionnel du Maryland |
| ---------------------------------------------------------- | ---------------------------------------------------------- | ---------------------------------------------------------- | ---------------------------------------------------------- | ---------------------------------------------------------- |
| Parti                                                      | Parti                                                      | Candidat                                                   | Votes                                                      | %                                                          |
|                                                            | Démocrate                                                  | Steny Hoyer (sortant)                                      | 204 867                                                    | 68,72                                                      |
|                                                            | Républicain                                                | Brad Jewitt                                                | 87 189                                                     | 29,25                                                      |
|                                                            | Vert                                                       | Bob S. Auerbach (write-in)                                 | 158                                                        | 0,08                                                       |
|                                                            | Constitution                                               | Steve Krukar                                               | 1849                                                       | 0,62                                                       |
| Total des votes                                            | Total des votes                                            | Total des votes                                            | 298 129                                                    | 100%                                                       |
|                                                            | Les Démocrates conservent                                  |                                                            |                                                            |                                                            |

### 2006
| Élection de 2006 du 5e district congressionnel du Maryland | Élection de 2006 du 5e district congressionnel du Maryland | Élection de 2006 du 5e district congressionnel du Maryland | Élection de 2006 du 5e district congressionnel du Maryland | Élection de 2006 du 5e district congressionnel du Maryland |
| ---------------------------------------------------------- | ---------------------------------------------------------- | ---------------------------------------------------------- | ---------------------------------------------------------- | ---------------------------------------------------------- |
| Parti                                                      | Parti                                                      | Candidat                                                   | Votes                                                      | %                                                          |
|                                                            | Démocrate                                                  | Steny Hoyer (sortant)                                      | 168 114                                                    | 82,68                                                      |
|                                                            | Vert                                                       | Steve Warner                                               | 33 464                                                     | 16,46                                                      |
|                                                            | Write-In                                                   | Write-In                                                   | 1110                                                       | 0,55                                                       |
|                                                            | Constitution                                               | Peter Kuhnert                                              | 635                                                        | 0,31                                                       |
| Total des votes                                            | Total des votes                                            | Total des votes                                            | 203 323                                                    | 100%                                                       |
|                                                            | Les Démocrates conservent                                  |                                                            |                                                            |                                                            |

### 2008
| Élection de 2008 du 5e district congressionnel du Maryland | Élection de 2008 du 5e district congressionnel du Maryland | Élection de 2008 du 5e district congressionnel du Maryland | Élection de 2008 du 5e district congressionnel du Maryland | Élection de 2008 du 5e district congressionnel du Maryland |
| ---------------------------------------------------------- | ---------------------------------------------------------- | ---------------------------------------------------------- | ---------------------------------------------------------- | ---------------------------------------------------------- |
| Parti                                                      | Parti                                                      | Candidat                                                   | Votes                                                      | %                                                          |
|                                                            | Démocrate                                                  | Steny Hoyer (sortant)                                      | 253 854                                                    | 73,65                                                      |
|                                                            | Républicain                                                | Collins Bailey                                             | 82 631                                                     | 23,97                                                      |
|                                                            | Libertarien                                                | Darlene H. Nicolas                                         | 7829                                                       | 2,27                                                       |
|                                                            | Write-In                                                   | Write-In                                                   | 377                                                        | 0,11                                                       |
| Total des votes                                            | Total des votes                                            | Total des votes                                            | 344 691                                                    | 100%                                                       |
|                                                            | Les Démocrates conservent                                  |                                                            |                                                            |                                                            |

### 2010
| Élection de 2010 du 5e district congressionnel du Maryland | Élection de 2010 du 5e district congressionnel du Maryland | Élection de 2010 du 5e district congressionnel du Maryland | Élection de 2010 du 5e district congressionnel du Maryland | Élection de 2010 du 5e district congressionnel du Maryland |
| ---------------------------------------------------------- | ---------------------------------------------------------- | ---------------------------------------------------------- | ---------------------------------------------------------- | ---------------------------------------------------------- |
| Parti                                                      | Parti                                                      | Candidat                                                   | Votes                                                      | %                                                          |
|                                                            | Démocrate                                                  | Steny Hoyer (sortant)                                      | 155 110                                                    | 64,26                                                      |
|                                                            | Républicain                                                | Charles Lollar                                             | 83 575                                                     | 34,62                                                      |
|                                                            | Libertarien                                                | H. Gavin Shickle                                           | 2578                                                       | 1,07                                                       |
|                                                            | Write-In                                                   | Write-In                                                   | 120                                                        | 0,05                                                       |
| Total des votes                                            | Total des votes                                            | Total des votes                                            | 241 383                                                    | 100%                                                       |
|                                                            | Les Démocrates conservent                                  |                                                            |                                                            |                                                            |

### 2012
| Élection de 2012 du 5e district congressionnel du Maryland | Élection de 2012 du 5e district congressionnel du Maryland | Élection de 2012 du 5e district congressionnel du Maryland | Élection de 2012 du 5e district congressionnel du Maryland | Élection de 2012 du 5e district congressionnel du Maryland |
| ---------------------------------------------------------- | ---------------------------------------------------------- | ---------------------------------------------------------- | ---------------------------------------------------------- | ---------------------------------------------------------- |
| Parti                                                      | Parti                                                      | Candidat                                                   | Votes                                                      | %                                                          |
|                                                            | Démocrate                                                  | Steny Hoyer (sortant)                                      | 238 618                                                    | 69,4                                                       |
|                                                            | Républicain                                                | Tony O'Donnell                                             | 95 271                                                     | 27,7                                                       |
|                                                            | Vert                                                       | Bob Auerbach                                               | 5040                                                       | 1,5                                                        |
|                                                            | Libertarien                                                | Arvin Vohra                                                | 4503                                                       | 1,3                                                        |
|                                                            | Write-In                                                   | Write-In                                                   | 388                                                        | 0,1                                                        |
| Total des votes                                            | Total des votes                                            | Total des votes                                            | 343 820                                                    | 100%                                                       |
|                                                            | Les Démocrates conservent                                  |                                                            |                                                            |                                                            |

### 2014
| Élection de 2014 du 5e district congressionnel du Maryland | Élection de 2014 du 5e district congressionnel du Maryland | Élection de 2014 du 5e district congressionnel du Maryland | Élection de 2014 du 5e district congressionnel du Maryland | Élection de 2014 du 5e district congressionnel du Maryland |
| ---------------------------------------------------------- | ---------------------------------------------------------- | ---------------------------------------------------------- | ---------------------------------------------------------- | ---------------------------------------------------------- |
| Parti                                                      | Parti                                                      | Candidat                                                   | Votes                                                      | %                                                          |
|                                                            | Démocrate                                                  | Steny Hoyer (sortant)                                      | 144 725                                                    | 64,0                                                       |
|                                                            | Républicain                                                | Chris Chaffee                                              | 80 752                                                     | 35,7                                                       |
|                                                            | N/A                                                        | Autres                                                     | 563                                                        | 0,3                                                        |
| Total des votes                                            | Total des votes                                            | Total des votes                                            | 226 040                                                    | 100%                                                       |
|                                                            | Les Démocrates conservent                                  |                                                            |                                                            |                                                            |

### 2016
| Élection de 2016 du 5e district congressionnel du Maryland | Élection de 2016 du 5e district congressionnel du Maryland | Élection de 2016 du 5e district congressionnel du Maryland | Élection de 2016 du 5e district congressionnel du Maryland | Élection de 2016 du 5e district congressionnel du Maryland |
| ---------------------------------------------------------- | ---------------------------------------------------------- | ---------------------------------------------------------- | ---------------------------------------------------------- | ---------------------------------------------------------- |
| Parti                                                      | Parti                                                      | Candidat                                                   | Votes                                                      | %                                                          |
|                                                            | Démocrate                                                  | Steny Hoyer (sortant)                                      | 242 989                                                    | 67,4                                                       |
|                                                            | Républicain                                                | Mark Arness                                                | 105 931                                                    | 29,4                                                       |
|                                                            | Libertarien                                                | Jason Summers                                              | 11 078                                                     | 3,1                                                        |
|                                                            | Write-In                                                   | Write-In                                                   | 636                                                        | 0,2                                                        |
| Total des votes                                            | Total des votes                                            | Total des votes                                            | 360 634                                                    | 100%                                                       |
|                                                            | Les Démocrates conservent                                  |                                                            |                                                            |                                                            |

### 2018
| Élection de 2018 du 5e district congressionnel du Maryland | Élection de 2018 du 5e district congressionnel du Maryland | Élection de 2018 du 5e district congressionnel du Maryland | Élection de 2018 du 5e district congressionnel du Maryland | Élection de 2018 du 5e district congressionnel du Maryland |
| ---------------------------------------------------------- | ---------------------------------------------------------- | ---------------------------------------------------------- | ---------------------------------------------------------- | ---------------------------------------------------------- |
| Parti                                                      | Parti                                                      | Candidat                                                   | Votes                                                      | %                                                          |
|                                                            | Démocrate                                                  | Steny Hoyer (sortant)                                      | 213 796                                                    | 70,3                                                       |
|                                                            | Républicain                                                | William Devine III                                         | 82 361                                                     | 27,1                                                       |
|                                                            | Vert                                                       | Patrick Elder                                              | 4082                                                       | 1,3                                                        |
|                                                            | Libertarien                                                | Jacob Pulcher                                              | 3592                                                       | 1,2                                                        |
|                                                            | Write-In                                                   | Write-In                                                   | 279                                                        | 0,1                                                        |
|                                                            | Républicain                                                | Johnny Rice (write-in)                                     | 99                                                         | 0,0                                                        |
| Total des votes                                            | Total des votes                                            | Total des votes                                            | 304 479                                                    | 100%                                                       |
|                                                            | Les Démocrates conservent                                  |                                                            |                                                            |                                                            |

### 2020
| Élection de 2020 du 5e district congressionnel du Maryland | Élection de 2020 du 5e district congressionnel du Maryland | Élection de 2020 du 5e district congressionnel du Maryland | Élection de 2020 du 5e district congressionnel du Maryland | Élection de 2020 du 5e district congressionnel du Maryland |
| ---------------------------------------------------------- | ---------------------------------------------------------- | ---------------------------------------------------------- | ---------------------------------------------------------- | ---------------------------------------------------------- |
| Parti                                                      | Parti                                                      | Candidat                                                   | Votes                                                      | %                                                          |
|                                                            | Démocrate                                                  | Steny Hoyer (sortant)                                      | 274 210                                                    | 68,8                                                       |
|                                                            | Républicain                                                | Chris Palombi                                              | 123 525                                                    | 31,0                                                       |
|                                                            | Write-In                                                   | Write-In                                                   | 1104                                                       | 0,3                                                        |
| Total des votes                                            | Total des votes                                            | Total des votes                                            | 398 839                                                    | 100%                                                       |
|                                                            | Les Démocrates conservent                                  |                                                            |                                                            |                                                            |

### 2022
| Primaire Démocrate de 2022 du 5e district congressionnel du Maryland | Primaire Démocrate de 2022 du 5e district congressionnel du Maryland | Primaire Démocrate de 2022 du 5e district congressionnel du Maryland | Primaire Démocrate de 2022 du 5e district congressionnel du Maryland | Primaire Démocrate de 2022 du 5e district congressionnel du Maryland |
| -------------------------------------------------------------------- | -------------------------------------------------------------------- | -------------------------------------------------------------------- | -------------------------------------------------------------------- | -------------------------------------------------------------------- |
| Parti                                                                | Parti                                                                | Candidat                                                             | Votes                                                                | %                                                                    |
|                                                                      | Démocrate                                                            | Steny Hoyer (sortant)                                                | 68 729                                                               | 71,3                                                                 |
|                                                                      | Démocrate                                                            | McKayla Wilkes                                                       | 18 403                                                               | 19,1                                                                 |
|                                                                      | Démocrate                                                            | Keith Washington                                                     | 9222                                                                 | 9,6                                                                  |

| Primaire Républicaine de 2022 du 5e district congressionnel du Maryland | Primaire Républicaine de 2022 du 5e district congressionnel du Maryland | Primaire Républicaine de 2022 du 5e district congressionnel du Maryland | Primaire Républicaine de 2022 du 5e district congressionnel du Maryland | Primaire Républicaine de 2022 du 5e district congressionnel du Maryland |
| ----------------------------------------------------------------------- | ----------------------------------------------------------------------- | ----------------------------------------------------------------------- | ----------------------------------------------------------------------- | ----------------------------------------------------------------------- |
| Parti                                                                   | Parti                                                                   | Candidat                                                                | Votes                                                                   | %                                                                       |
|                                                                         | Républicain                                                             | Chris Palombi                                                           | 24 423                                                                  | 67,5                                                                    |
|                                                                         | Républicain                                                             | Vanessa Marie Hoffman                                                   | 3538                                                                    | 9,8                                                                     |
|                                                                         | Républicain                                                             | Tannis Villanova                                                        | 2445                                                                    | 6,8                                                                     |
|                                                                         | Républicain                                                             | Michael Lemon                                                           | 1818                                                                    | 5,0                                                                     |
|                                                                         | Républicain                                                             | Toni Jarboe-Duley                                                       | 1578                                                                    | 4,4                                                                     |
|                                                                         | Républicain                                                             | Patrick Stevens                                                         | 1344                                                                    | 3,7                                                                     |
|                                                                         | Républicain                                                             | Bryan Duval Cubero                                                      | 1024                                                                    | 2,8                                                                     |

| Élection de 2022 du 5e district congressionnel du Maryland | Élection de 2022 du 5e district congressionnel du Maryland | Élection de 2022 du 5e district congressionnel du Maryland | Élection de 2022 du 5e district congressionnel du Maryland | Élection de 2022 du 5e district congressionnel du Maryland |
| ---------------------------------------------------------- | ---------------------------------------------------------- | ---------------------------------------------------------- | ---------------------------------------------------------- | ---------------------------------------------------------- |
| Parti                                                      | Parti                                                      | Candidat                                                   | Votes                                                      | %                                                          |
|                                                            | Démocrate                                                  | Steny Hoyer (sortant)                                      | 182 478                                                    | 65,9                                                       |
|                                                            | Républicain                                                | Chris Palombi                                              | 94 000                                                     | 33,9                                                       |
|                                                            | Write-In                                                   | Write-In                                                   | 442                                                        | 0,2                                                        |
| Total des votes                                            | Total des votes                                            | Total des votes                                            | 276 920                                                    | 100%                                                       |
|                                                            | Les Démocrates conservent                                  |                                                            |                                                            |                                                            |

### 2024
| Primaire Démocrate de 2024 du 5e district congressionnel du Maryland | Primaire Démocrate de 2024 du 5e district congressionnel du Maryland | Primaire Démocrate de 2024 du 5e district congressionnel du Maryland | Primaire Démocrate de 2024 du 5e district congressionnel du Maryland | Primaire Démocrate de 2024 du 5e district congressionnel du Maryland |
| -------------------------------------------------------------------- | -------------------------------------------------------------------- | -------------------------------------------------------------------- | -------------------------------------------------------------------- | -------------------------------------------------------------------- |
| Parti                                                                | Parti                                                                | Candidat                                                             | Votes                                                                | %                                                                    |
|                                                                      | Démocrate                                                            | Steny Hoyer (sortant)                                                | 69 723                                                               | 72,3                                                                 |
|                                                                      | Démocrate                                                            | Quincy Bareebe                                                       | 9970                                                                 | 10,3                                                                 |
|                                                                      | Démocrate                                                            | Mckayla Wilkes                                                       | 9743                                                                 | 10,1                                                                 |
|                                                                      | Démocrate                                                            | Andrea Crooms                                                        | 6955                                                                 | 7,2                                                                  |

| Primaire Républicaine de 2024 du 5e district congressionnel du Maryland | Primaire Républicaine de 2024 du 5e district congressionnel du Maryland | Primaire Républicaine de 2024 du 5e district congressionnel du Maryland | Primaire Républicaine de 2024 du 5e district congressionnel du Maryland | Primaire Républicaine de 2024 du 5e district congressionnel du Maryland |
| ----------------------------------------------------------------------- | ----------------------------------------------------------------------- | ----------------------------------------------------------------------- | ----------------------------------------------------------------------- | ----------------------------------------------------------------------- |
| Parti                                                                   | Parti                                                                   | Candidat                                                                | Votes                                                                   | %                                                                       |
|                                                                         | Républicain                                                             | Michelle Talkington                                                     | 27 202                                                                  | 100%                                                                    |

| Élection de 2024 du 5e district congressionnel du Maryland | Élection de 2024 du 5e district congressionnel du Maryland | Élection de 2024 du 5e district congressionnel du Maryland | Élection de 2024 du 5e district congressionnel du Maryland | Élection de 2024 du 5e district congressionnel du Maryland |
| ---------------------------------------------------------- | ---------------------------------------------------------- | ---------------------------------------------------------- | ---------------------------------------------------------- | ---------------------------------------------------------- |
| Parti                                                      | Parti                                                      | Candidat                                                   | Votes                                                      | %                                                          |
|                                                            | Démocrate                                                  | Steny Hoyer (sortant)                                      | 283 619                                                    | 67,8                                                       |
|                                                            | Républicain                                                | Michelle Talkington                                        | 133 985                                                    | 32,0                                                       |
|                                                            | Write-In                                                   | Write-In                                                   | 999                                                        | 0,2                                                        |
| Total des votes                                            | Total des votes                                            | Total des votes                                            | 418 603                                                    | 100%                                                       |
|                                                            | Les Démocrates conservent                                  |                                                            |                                                            |                                                            |